# Eurypauropus okinoshimensis
Eurypauropus okinoshimensis är en mångfotingart som beskrevs av Eskai 1934. Eurypauropus okinoshimensis ingår i släktet Eurypauropus och familjen Eurypauropodidae. Inga underarter finns listade i Catalogue of Life.